# Coesula fulvipes
Coesula fulvipes là một loài tò vò trong họ Ichneumonidae.